# Xian autonome coréen de Changbai
Pour les articles homonymes, voir Changbai.
Le xian autonome coréen de Changbai (chinois : 长白朝鲜族自治县 ; pinyin : Chángbái cháoxiǎnzú Zìzhìxiàn) est un district administratif de la province du Jilin en Chine. Il est placé sous la juridiction de la ville-préfecture de Baishan.
Le bourg de Changbai est situé au bord du Yalou juste en face de la ville nord-coréenne de Hyesan avec laquelle il est relié par un pont (en).
La pagode de Lingguang et le cimetière de Ganguouzi ont été inscrits dans la liste des monuments historiques de Chine.

## Démographie

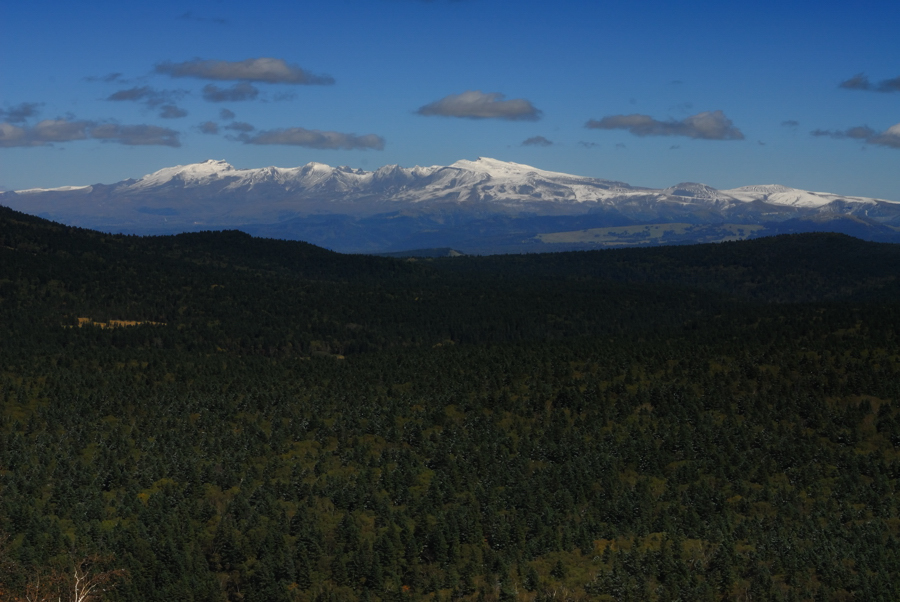
Les monts Changbai vus depuis Wangtian'e

La population du district était de 87 359 habitants en 1999 dont 14 000 Coréens.
Il est composé de sept bourgs (Changbai, Shisidaogou, Badaogou, Malugou, Shi'erdaogou, Xinfangzi et Baoquanshan) et d'un canton, Longgang.